# Wijnbouw in Azerbeidzjan

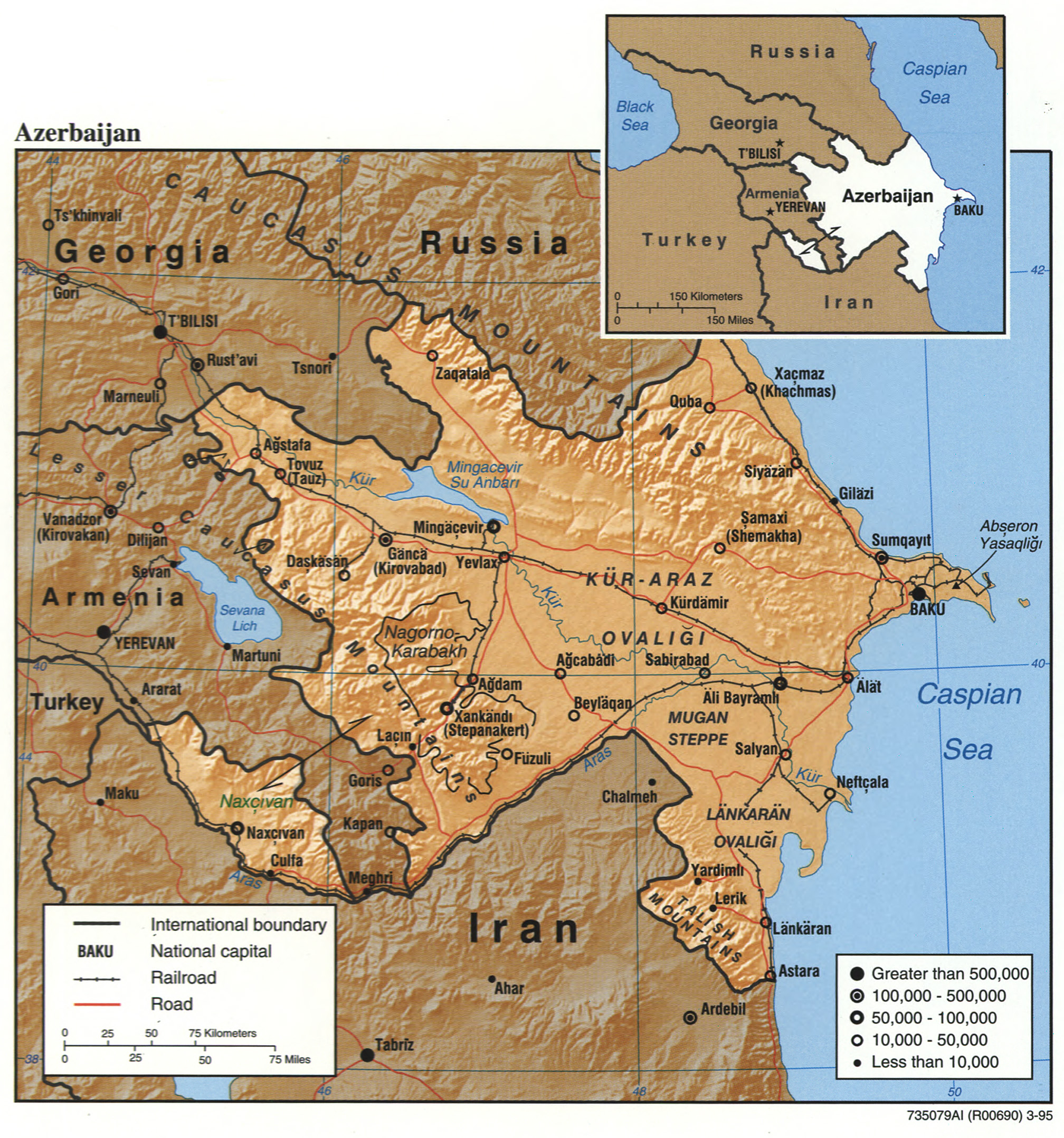
Kaart

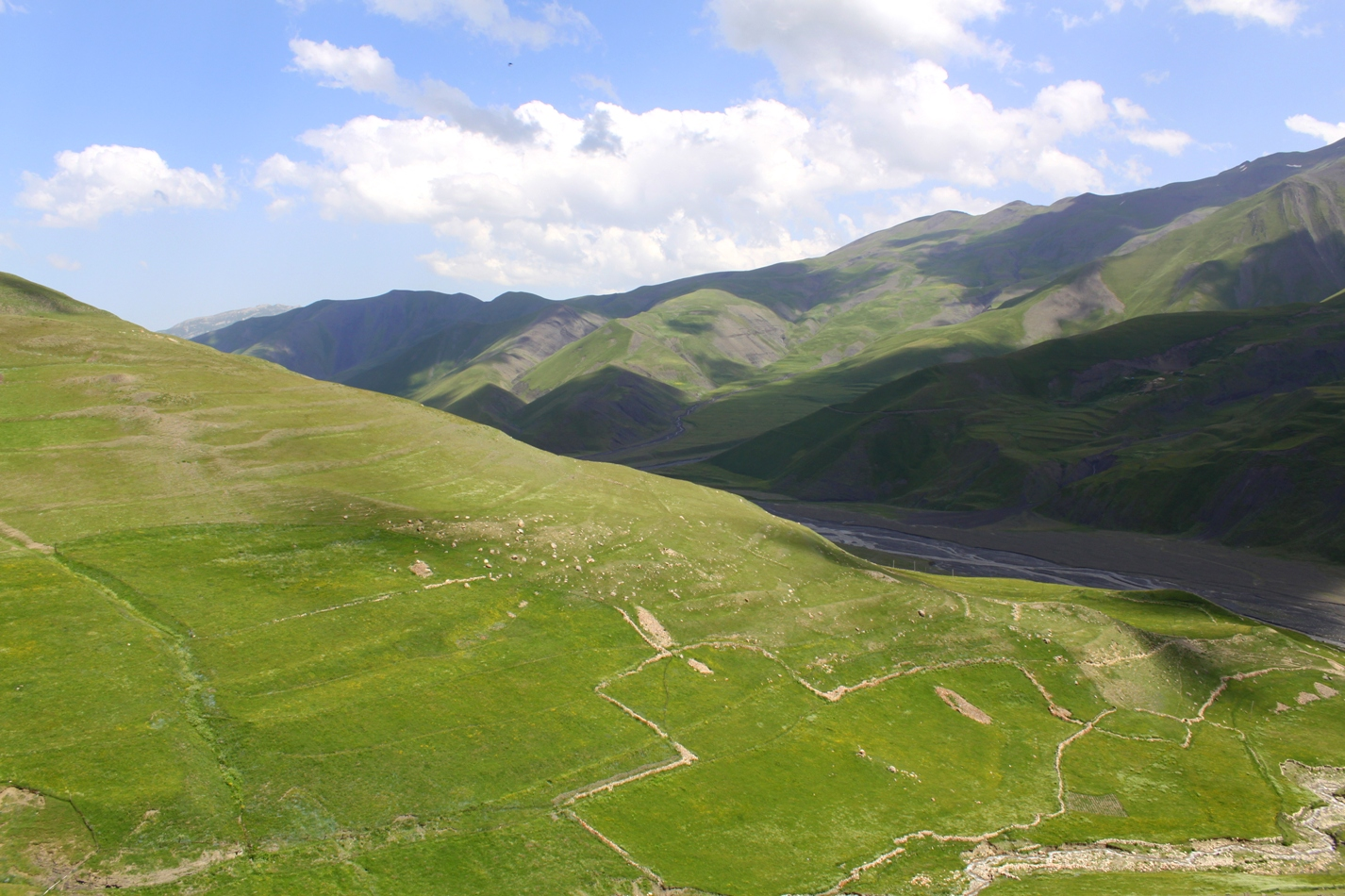
In Azerbeidzjan zijn er vele microklimaten.

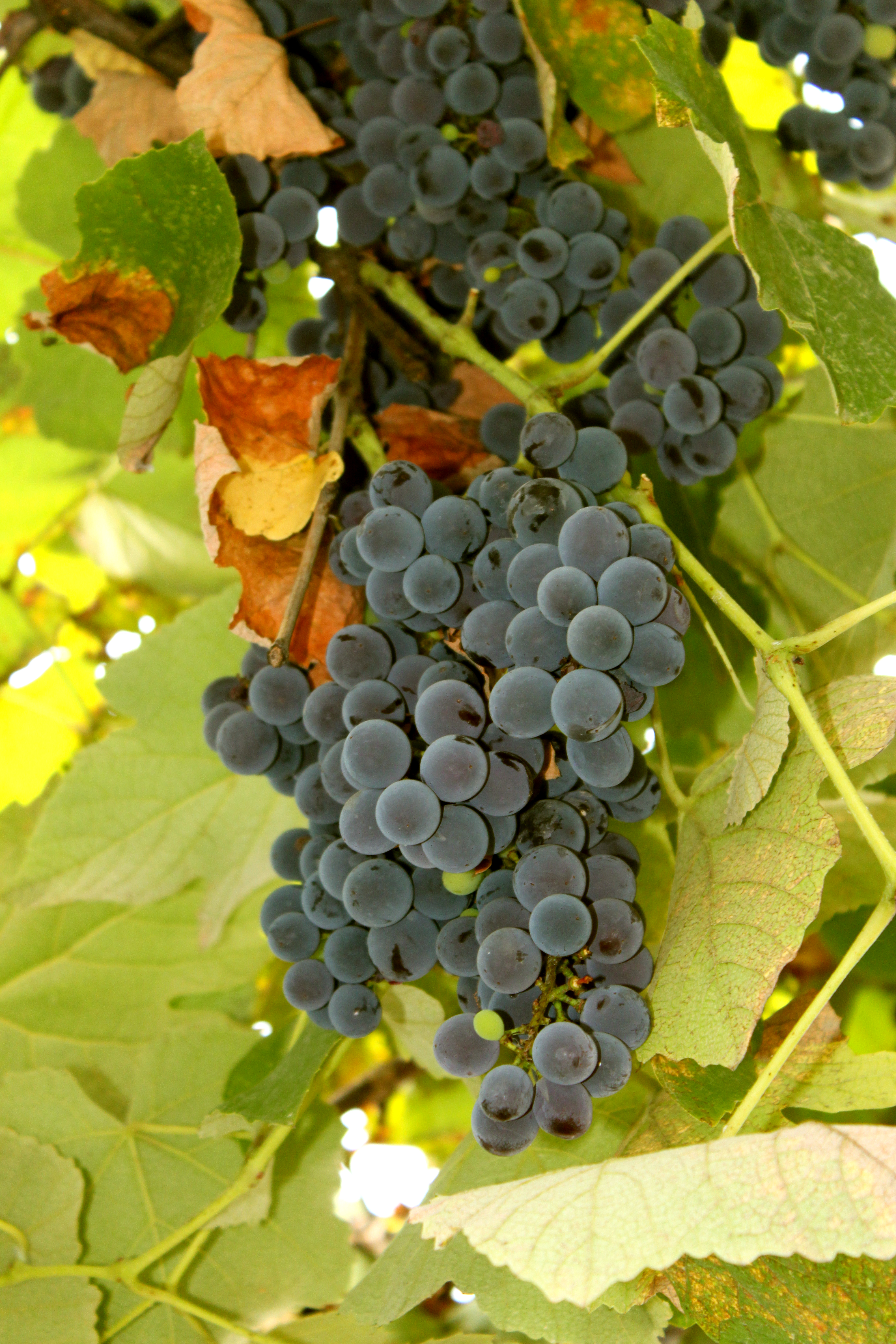
Pinot Noir werd het meest gebruikt voor wijn in Azerbeidzjan.

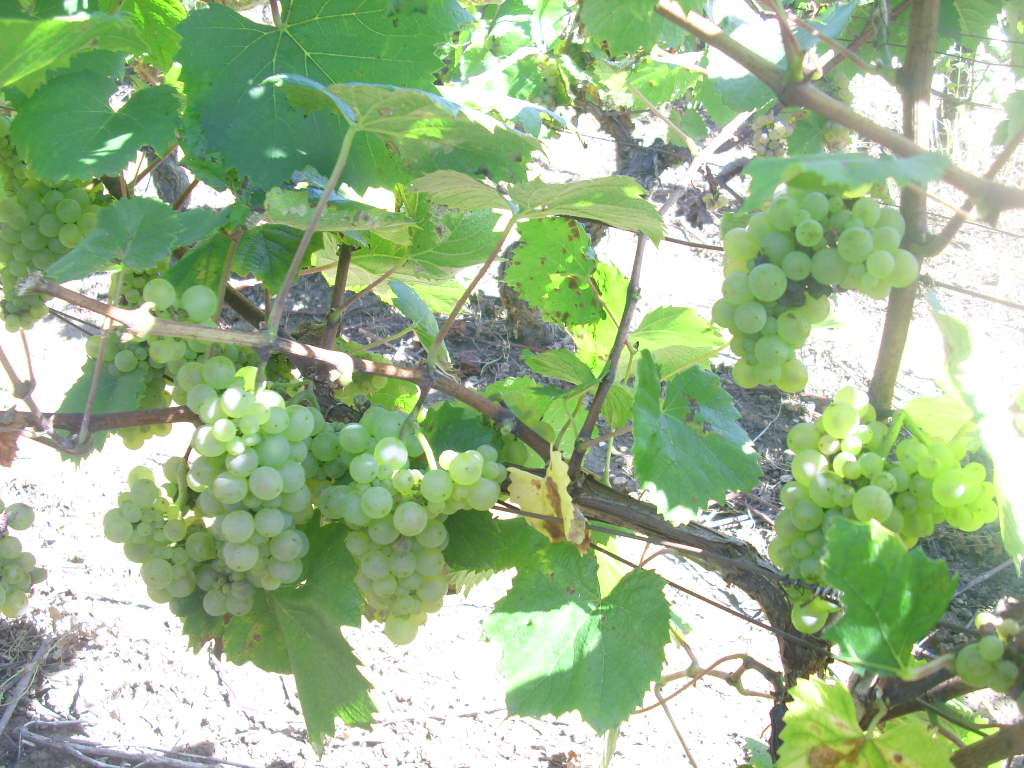
Aligoté neemt toe in Azerbeidzjan.

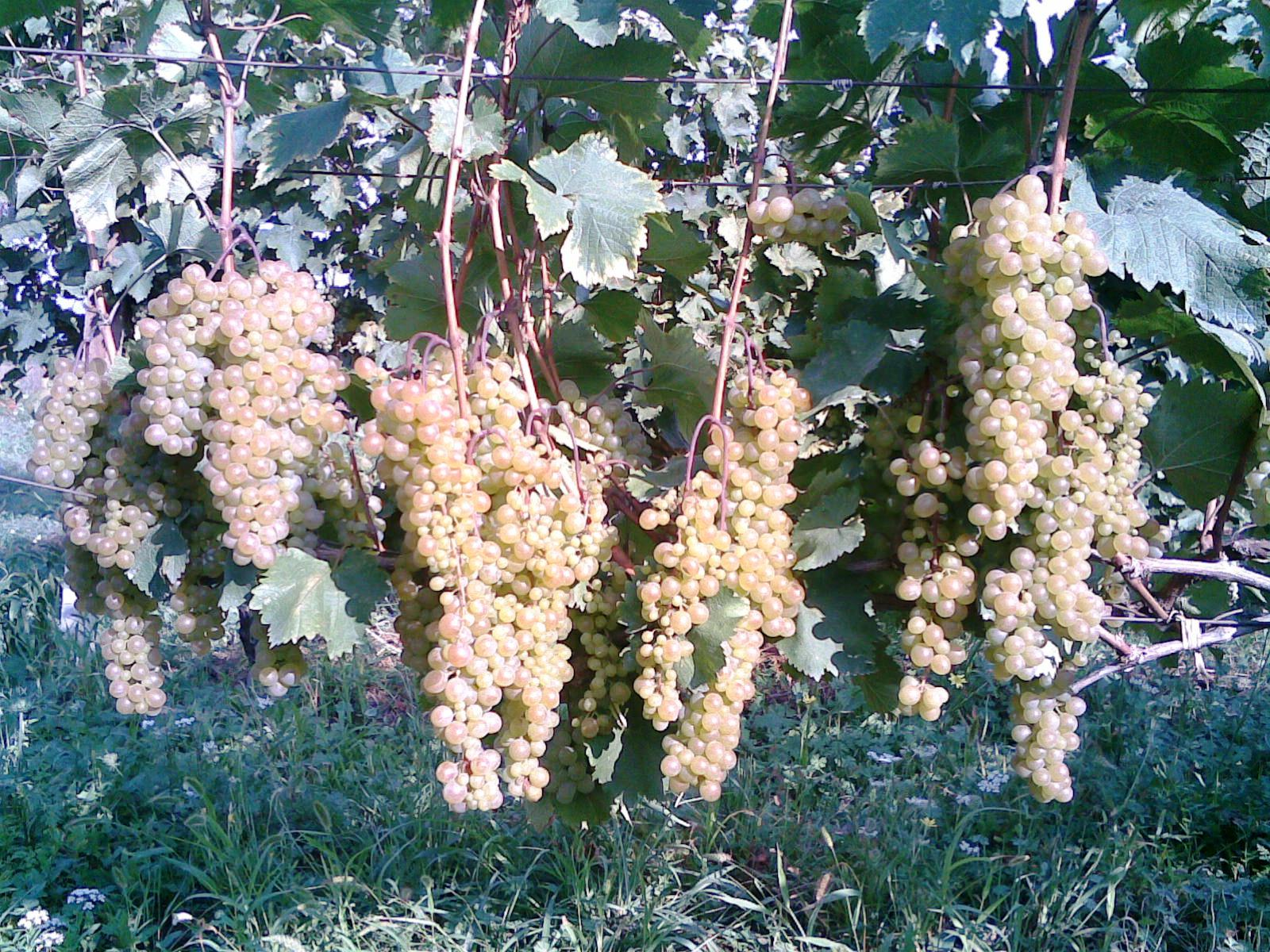
Rkatsiteli komt voor in het noordwesten.

Wijnbouw in Azerbeidzjan kent een traditie van 4000 jaar en neemt 7% van de landbouwgrond in, vooral voor Pinot Noir.

## Geschiedenis
Dit blijkt uit archeologische opgravingen in de nederzettingen van Kültəpə, Qarabağlar in Nachitsjevan en Qalacıq in het district İsmayıllı, waar stenen vaten voor gisting en opslag van wijn werden gevonden uit het 2e millennium v. Chr. met aantoonbare resten van wijnsteenzuur en pitten.
Homeros, Herodotus, Columella en Strabo schreven over wijnbouw in wat nu Azerbeidzjan is. Alexander de Grote legde aan de stad Bərdə een belasting op, die deels in wijn betaald werd.
Het Boek van Dede Korbut beschrijft de wijncultuur.
Boeken uit de 13e eeuw vermelden een oogst rond Tabriz van 150 ton/jaar.
De Arabieren Abu'l-Fida, Al-Masudi, Ibn Hawqal en Al-Muqaddasi schreven over de wijnbouw rond Gəncə en Bərdə. Al-Muqaddasi beschreef de zoete wijn in Nachitsjevan.
De middeleeuwse wijn was dik en zoet en werd gedronken aangelengd met water.
Aan het hof van de Safaviden schreven dokters wijn voor tegen vermoeidheid.
In 1311 schreef Yusuf ibn Ismail al-Kutubi kleine dosissen wijn voor tegen melancholie en depressie. Wijn verdund met water schreef hij voor tegen verkoudheid en koorts.
Wijn van rozenblaadjes schreef hij voor tegen hoofdpijn, hartkwalen en maagpijn.
Duitse immigranten uit Württemberg vestigden zich rond 1817 op uitnodiging van de Russische tsaar Alexander I van Rusland in Azerbeidzjan en zij investeerden in de wijnbouw.
De families Vohrer en Hummel moderniseerden de wijnproductie in Helenendorf.

## Wijnstreken
Wijngaarden zijn aangelegd aan de voet van de Kaukasus een aan de Kur-Araz laagvlakte langs de Koera. In de 21e eeuw zijn wijngaarden aangelegd in Gəncə, Nagorno-Karabach en Nachitsjevan.

## Wijndruiven
Er waren meer dan 450 soorten druiven in Azerbeidzjan.
Er zijn nu 17 soorten wijndruiven en 16 soorten tafeldruiven, vooral Pinot Noir, maar Aligoté neemt toe.
Rkatsiteli is een wijndruif in het noordwesten van Azerbeidzjan.
Andere soorten zijn Pinot Blanc, Podarok Magaracha, Pervenets Magaracha, Ranni Magaracha, Doina, Viorica en Kishmish Moldavski.
Plaatselijke soorten zijn Agh Shani, Derbendi, Nail, Bayanshire, Gamashara, Ganja Pink, Bendi, Mədrəsə, Qara Shani, Arna-Grna, Zeynabi, Misgali, Khindogni, Agdam Kechiemdzhei, Tebrizi en Marandi.

## Klimaat
Het bergachtig reliëf en de nabijheid van de Kaspische Zee scheppen verschillende microklimaten al naargelang de breedtegraad, de hoogte, de richting en de hellingshoek.
Over het algemeen heerst een landklimaat, maar er zijn ook streken met een matig warme zomer.
De gemiddelde jaarlijkse temperatuur ligt tussen 10,5 en 15,5°C. Azerbeidzjan heeft streken met klasse III, IV en V op de schaal van Winkler met streken tussen 3000 en 4600 graaddagen. 10% van de wijngaarden moet de wijnstokken in de winter beschermen.
In de laagvlaktes, waar de meeste wijngaarden liggen, valt jaarlijkse tussen 250 en 600 mm neerslag. 50% van de wijngaarden past in de zomer irrigatie toe tegen de droogte.

## Economie
Wijnbouw neemt 7% van de landbouwgrond in. De belangrijkste wijnbouwgebieden liggen te Gəncə-Qazax en Shirvan.
In de jaren 70 ontwikkelde de Sovjet-Unie de wijnbouw.
Met bijzondere verordeningen van het Cabinet van Azerbeidzjan werden rond 75.000 ha bestemd voor wijngaarden.
De plannen voorzagen een productie van 3 miljoen ton tegen 1990. In 1982 bedroeg de productie 2,1 miljoen ton. Dit bracht 100 miljoen roebel inkomsten per jaar.
Het meeste werd uitgevoerd naar Rusland, Wit-Rusland, Estland, Letland en Litouwen.
Dit verminderde na de drooglegging door Michail Gorbatsjov in 1980.
Er zijn nu 10 wijnhuizen met wijngaarden.
De grootste is Vinagro, opgericht in 2006, in de wijngaard van Göygöl bij Gəncə, in 1860 gesticht door Duitse immigranten. Uitvoer gebeurt naar Rusland, de Europese Unie en China.
Vanwege de groeiende vraag zijn bijkomend 100 ha aangeplant in het district Şəmkir
Sinds de onafhankelijkheid van Azerbeidzjan in 1991 hebben wijnen uit Azerbeidzjan 27 prijzen behaald in internationale wedstrijden.
Azerbeidzjan produceerde in 2003 3.790 ton, in 2005 4.005 ton en in 2007 7.200 ton wijn.

## Benaming
Wijn van druiven heet “şərab”. Wijn van ander fruit als appels, granaatappels en moerbeien heet “nəbiz” of “çaxır”.
Vroegere merken waren Reyhani, Jumhuri, Mishmish, Valani, Arastun, Handigun en Salmavey.
Huidige merken zijn Shahdagh, Chinar, Sadili, Aghdam, Kurdamir, Aghstafa en Madrasali.
Giz Galasi (Maagdentoren), Yeddi Gozal (Zeven schoonheden), Gara Gila en Naznazi van de roze druif Mədrəsə zijn eigen aan de plaats Mədrəsə in het district Şamaxı.